# یواس‌سی‌جی‌سی اوکراکوک (دبلیوپی‌بی-۱۳۰۷)
یواس‌سی‌جی‌سی اوکراکوک (دبلیوپی‌بی-۱۳۰۷) (به انگلیسی: USCGC Ocracoke (WPB-1307)) یک کشتی است که طول آن 110 feet می‌باشد.